# Liste der Eingemeindungen in die Stadt Jena
Vor dem Beginn der Eingemeindungen nach Jena im Jahr 1909 betrug der Gebietsstand der Stadt 1.323,2 ha. Mit den letzten Eingemeindungen von 1994 verdoppelte sich das Stadtgebiet mit 5.558,8 ha auf nun 11.421,6 ha. Die Eingemeindungen 1994 erfolgten aufgrund von § 23 des Neugliederungsgesetzes in Thüringen. Bei den seinerzeit eingegliederten Orten handelt es sich nur teilweise um selbständige Gemeinden. Alle eingegliederten Orte (außer Isserstedt) hatten zuvor schon ein oder mehrere Nachbargemeinden aufgenommen, und zwar Cospeda die Gemeinden Lützeroda und Closewitz, Drackendorf die Gemeinde Ilmnitz, Krippendorf die Gemeinde Vierzehnheiligen, Kunitz die Gemeinde Laasan, Münchenroda die Gemeinde Remderoda, Maua die Gemeinde Leutra und Jenaprießnitz die Gemeinde Wogau. Folgende Gemeinden und Gemarkungen wurden nach Jena eingemeindet.
| Jahr            | Orte                                | Zuwachs in ha |
| --------------- | ----------------------------------- | ------------- |
| 1. Oktober 1909 | Wenigenjena mit Camsdorf            | 603,3         |
| 1. Januar 1913  | Lichtenhain                         | 245,0         |
| 1. Januar 1913  | Ziegenhain                          | 448,8         |
| 1. Oktober 1922 | Ammerbach                           | 599,6         |
| 1. Oktober 1922 | Burgau                              | 190,4         |
| 1. Oktober 1922 | Löbstedt                            | 262,5         |
| 1. Oktober 1922 | Winzerla                            | 500,0         |
| 1. Oktober 1922 | Zwätzen                             | 546,0         |
| 1. Oktober 1922 | Göschwitz                           | 226,1         |
| 1. Oktober 1922 | Lobeda                              | 655,1         |
| 1. Oktober 1922 | Wöllnitz                            | 262,3         |
| 1. Oktober 1922 | Kunitz                              | 593,7         |
| 1. Oktober 1924 | Göschwitz¹                          | −226,1        |
| 1. Oktober 1924 | Lobeda¹                             | −655,1        |
| 1. Oktober 1924 | Wöllnitz¹                           | −262,3        |
| 1. Oktober 1924 | Kunitz¹                             | −593,7        |
| 1. August 1946  | Lobeda                              | 655,1         |
| 1. August 1946  | Wöllnitz                            | 262,3         |
| 1. April 1969   | Göschwitz                           | 226,1         |
| 1. April 1994   | Drackendorf mit Ilmnitz             | 609,9         |
| 1. April 1994   | Maua mit Leutra                     | 801,6         |
| 1. Juli 1994    | Münchenroda mit Remderoda           | 506,6         |
| 1. Juli 1994    | Krippendorf mit Vierzehnheiligen    | 512,8         |
| 1. Juli 1994    | Isserstedt                          | 685,4         |
| 1. Juli 1994    | Cospeda mit Closewitz und Lützeroda | 889,4         |
| 1. Juli 1994    | Kunitz mit Laasan                   | 801,3         |
| 1. Juli 1994    | Jenaprießnitz mit Wogau             | 751,8         |

¹ Ausgemeindungen (die Orte wurden später jedoch wieder eingegliedert)